# 新日本レイキ
新日本レイキ株式会社（しんにほんれいき、英: Shinnihon Reiki Co., Ltd）は、福岡県筑紫野市に本社を置く、工業用冷却塔等の設計、販売を行なう企業である。

## 沿革
- 1952年（昭和27年）3月 - 福岡市に前身となる新日本工業株式会社を創業。
- 1960年（昭和35年）4月 - 浅野物産株式会社（東通株式会社を経て、丸紅株式会社に吸収合併）が資本参加し、現在地に新日本建設工株式会社を設立。
- 1971年（昭和46年）9月 - 商号を新日本レイキ株式会社に変更
- 2015年（平成27年）3月 - 丸紅株式会社が全株式を空研工業株式会社に譲渡。同社の完全子会社となる。

## 業務内容
- 工業用冷却塔の設計、製作、施工および販売
- 軸流送風機の設計、製作、施工および販売
- 既設冷却塔の補修及び改修工事、点検補修

## 事業所
- 本社 - 福岡県筑紫野市
- 東京支店 - 東京都千代田区
- 大阪支店 - 大阪府大阪市北区
- 倉敷営業所 - 岡山県倉敷市